# Phoma hibernica
Phoma hibernica är en lavart som beskrevs av Grimes, M. O'Connor & Cummins 1932. Phoma hibernica ingår i släktet Phoma, ordningen Pleosporales, klassen Dothideomycetes, divisionen sporsäcksvampar och riket svampar.   Inga underarter finns listade i Catalogue of Life.